# Encounter Books
Encounter Books es una editorial de libros en los Estados Unidos conocida por publicar autores conservadores.  Su nombre proviene de Encounter, la ya desaparecida revista literaria fundada por Irving Kristol y Stephen Spender.
Con sede en la ciudad de Nueva York desde 2006, Encounter Books publica libros de no ficción en las áreas de política, historia, religión, biografía, educación, política pública, actualidad y ciencias sociales.

## Historia
Encounter Books fue fundada en 1998 en San Francisco por la Fundación Bradley, con Peter Collier como editor.  Un lema inicial era “Serious Books for Serious Readers” (español: libros serios para lectores serios).  Collier se retiró a finales de 2005.  El comentarista Roger Kimball, quien también es coeditor y editor de la revista The New Criterion, tomó la responsabilidad.  A principios de 2006, Kimball trasladó Encounter Books, que es una editorial sin fines de lucro, a la ciudad de Nueva York.
Encounter es la editorial de When Harry Became Sally, que fue prohibido en Amazon en febrero de 2021.  En respuesta, el editor Roger Kimball dijo en un comunicado: "Amazon está usando su enorme poder para distorsionar el mercado de ideas y está engañando a sus propios clientes en el proceso".

## Listas de «mejor vendidos»
Varios de sus títulos se han vendido lo suficiente como para aparecer en la lista de los más vendidos del New York Times, incluidos Black Rednecks and White Liberals de Thomas Sowell, Climate Confusion de Roy W. Spencer, Willful Blindness de Andrew C. McCarthy y The Grand Jihad, también por McCarthy.

## Encounter Broadsides
En octubre de 2009, Encounter lanzó una serie de breves folletos polémicos en lo que dijo era el espíritu de The Federalist Papers y Common Sense de Thomas Paine, a los cuales tituló Encounter Broadsides. La serie publica a reconocidos comentaristas y versa sobre temas políticos de actualidad, desde atención médica y migración hasta el campo de detención de la Bahía de Guantánamo. Los autores publicados en Broadside incluyen a John R. Bolton, Victor Davis Hanson, John Fund, Michael Ledeen, Andrew C. McCarthy, Betsy McCaughey, Stephen Moore y Michael B. Mukasey . El editor Roger Kimball dijo de la serie:

[T]he imprint will serve as "a new—or rather, a revival of an old—genre that is supple enough to respond quickly to unfolding events and yet authoritative enough to have an important effect on the debate over policy."

Publishers Weekly informó que la serie Broadside se produciría y comercializaría con un cronograma agresivo.

## Política de envío a críticos
En junio de 2009, Encounter anunció que ya no enviaría sus libros a The New York Times Book Review.  El editor Roger Kimball se quejó de que The New York Times estaba politizado y que era superficial en su cobertura cultural.  Anunció Kimball que sus libros no podían esperar críticas positivas del Times y dijo que más bien podrían ganar "ímpetu" del "universo pluralista de la radio y la 'blogósfera'".  Dijo que Encounter podría tener sus libros en la lista de los más vendidos del Times sin necesidad de que periódico mismo escribiese sobre ellos.